# (400340) 2007 UO100
(400340) 2007 UO100 es un asteroide perteneciente al cinturón de asteroides descubierto el 16 de octubre de 2007 por el equipo del Mount Lemmon Survey desde el Observatorio del Monte Lemmon, Arizona, Estados Unidos.

## Designación y nombre
Designado provisionalmente como 2007 UO100.

## Características orbitales
2007 UO100 está situado a una distancia media del Sol de 2,546 ua, pudiendo alejarse hasta 2,683 ua y acercarse hasta 2,410 ua. Su excentricidad es 0,053 y la inclinación orbital 13,34 grados. Emplea 1484,38 días en completar una órbita alrededor del Sol.

## Características físicas
La magnitud absoluta de 2007 UO100 es 16,5. 